# سوزان إغان
سوزان إغان (بالإنجليزية: Susan Egan)‏ هي راقصة ومغنية وممثلة أمريكية، ولدت في 18 فبراير 1970 في سيل بيتش في الولايات المتحدة.

## أعمال

### أفلام
- (1992) بوركو روسو
- (1997) هرقل
- (2001) انطلاقة سهم[7]
- (2001) نظام تشغيل ثوري
- (2004) 13 أصبحت 30[8][9][10]

### مسلسلات
- هاوس

## ترشيحات
- جائزة توني عن فئة أفضل ممثلة في مسرحية موسيقية [الإنجليزية]‏ (1994)

## وصلات خارجية
- الموقع الرسمي
- سوزان إغان على موقع IMDb (الإنجليزية)
- سوزان إغان على موقع ألو سيني (الفرنسية)
- سوزان إغان على موقع ميوزك برينز (الإنجليزية)
- سوزان إغان على موقع أول موفي (الإنجليزية)
- سوزان إغان على موقع قاعدة بيانات برودواي على الإنترنت (الإنجليزية)
- سوزان إغان على موقع قاعدة بيانات الأفلام السويدية (السويدية)
- سوزان إغان على موقع ديسكوغز (الإنجليزية)
- سوزان إغان على موقع قاعدة بيانات الفيلم (الإنجليزية)
- سوزان إغان على موقع كينوبويسك (الروسية)